# Ibn Fadlān
Ahmad Ibn Fadlān ibn al-ʿAbbās ibn Rāschid ibn Hammād (arabisch أحمد بن فضلان بن العباس بن راشد بن حماد, DMG Aḥmad b. Faḍlān b. al-ʿAbbās b. Rāšid b. Ḥammād) war der arabische Autor des Reiseberichts über eine Gesandtschaft des Kalifen al-Muqtadir, die am 21. Juni 921 von Bagdad zum Hof der Wolgabulgaren aufbrach und dort am 11. Mai 922 ankam.

## Sein Reisebericht
Nach 922 verfasste Ahmad ibn Fadlan seinen umfangreichen Reisebericht über die Reise einer arabischen Gesandtschaft zu den Wolgabulgaren, den nördlichen Nachbarn der Chasaren, und den warägischen Rus, mit eindrucksvollen Schilderungen ihrer Lebensgewohnheiten, Kultur und Religion. Ibn Fadlan besuchte zunächst Buchara und die choresmische Hauptstadt Kath, bevor er (mit rund 3000 Kamelen und 5000 Begleitern) von Gurgandsch aus das Ustjurt-Plateau durchquerte und schließlich die Gegend um Bolgar an der Wolga erreichte.
Dieser Reisebericht ist – von den ersten Exzerpten von Christian Martin Joachim Frähn abgesehen – erstmals durch die Edition des Geographischen Wörterbuchs von Yāqūt ar-Rūmī im Druck zugänglich gemacht worden. Denn Yāqūt, der Ibn Fadlans Bericht irrtümlich als eine „Risala“ (Sendschreiben) bezeichnet, zitiert diesen detaillierten Reisebericht im Artikel über die Rus, Chasaren und Wolgabulgaren („bulghar)“ seitenlang und, wie er schreibt, „Wort für Wort“.
Der respektvoll und lebendig geschriebene Reisebericht, der 1923 von dem baschkirischen Gelehrten Ahmed Zeki Velidi Tokan in einer Bibliothek in Mashad (Nordostiran) in einer unvollständigen Abschrift entdeckt wurde, stellt bis heute eine der wichtigsten Quellen zu den frühen Rus wie auch zu den Chasaren, Wolgabulgaren und anderen Völkern der von ihm bereisten Regionen dar.
Der französische Mediävist Jacques Heers stützt sich bei seiner Darstellung des mittelalterlichen Sklavenhandels und der in Europa im 9. und 10. Jahrhundert bestehenden großen Sklavenmärkte, auf denen vorwiegend noch nicht christianisierte Slawen als Handelsgut in die islamische Welt angeboten wurden, auf die Schilderungen Ibn Fadlans und zitiert:

„‚Es ist Gewohnheit, dass der König der Chasaren Frauen hat, von denen jede die Tochter eines benachbarten Königs ist. Er nimmt sie mit oder gegen deren Einverständnis. Für sein Lager hat er auch 60 Sklavinnen als Konkubinen, die alle von äußerster Schönheit sind. Alle diese Frauen, ob frei oder versklavt, leben in einem abgelegenen Schloss, wo jede einen Pavillon mit einer Kuppel aus Teakholz hat. Jede hat einen Eunuchen, der sie den Blicken entzieht.‘ Und weiter: ‚Wenn eine große Persönlichkeit stirbt, sagen seine Familienangehörigen zu seinen jungen Sklavinnentöchtern und Sklavensöhnen: ‚Wer von euch wird mit ihm sterben?‘ Es ist eine Ehre für sie, sich zu opfern.“

Die Waräger, die bei den Bulgaren ankommen, am Ufer der Wolga lagern, ihre mit Gefangenen beladenen Schiffe an den Uferhängen befestigen und große Holzhäuser bauen, sind für ihn „die schmutzigsten Geschöpfe Gottes“. Sie bringen vor allem für den Verkauf bestimmte slawische Gefangene, aber auch begehrte Felle für die muslimischen Kaufleute mit. In jedem ihrer Häuser befinden sich zwischen 10 und 20 Personen. Jacques Heers zitiert weiter Ibn Fadlan:

„Unter ihnen sind schöne junge Sklavinnen, die für die Kaufleute bestimmt sind. Jeder von ihnen hat unter den Augen seines Gefährten sexuellen Umgang mit einer Sklavin. Manchmal vereinigen sich ganze Gruppen, die einen angesichts der anderen, auf diese Weise untereinander. Wenn in diesem Augenblick ein Kaufmann eintritt, um einem von ihnen ein Mädchen abzukaufen, und ihn beim Beischlaf mit ihr vorfindet, löst sich der Mann erst von ihr, wenn er sein Bedürfnis befriedigt hat.“

## Literarische Wirkung
Der amerikanische Schriftsteller Michael Crichton benutzte Ibn Fadlans Reisebericht für seinen 1976 erschienenen Roman Die ihre Toten essen (später Schwarze Nebel, Original Eaters of the Dead), der später unter dem Titel Der 13te Krieger verfilmt wurde. In dem Roman geben die ersten drei Kapitel Teile des tatsächlichen Reiseberichtes Ibn Fadlans wieder, während im Folgenden Crichton in Ibn Fadlans Schreibstil eine fiktive Geschichte von der Reise zu den Wikingern erzählt, die er aber aus erzähltechnischen Gründen als Übersetzung von Originalmanuskripten präsentiert. Die Geschichte wird dabei mit Elementen der Beowulf-Sage vermischt.
Rick Riordan erwähnt in der Magnus Chase eine Walküre namens Samira al-Abbas, die, genau wie ihr Verlobter Amir Fadlan, Nachkommen Ibn Fadlans sind.